# Wohn- und Wirtschaftsgebäude Rehr 3

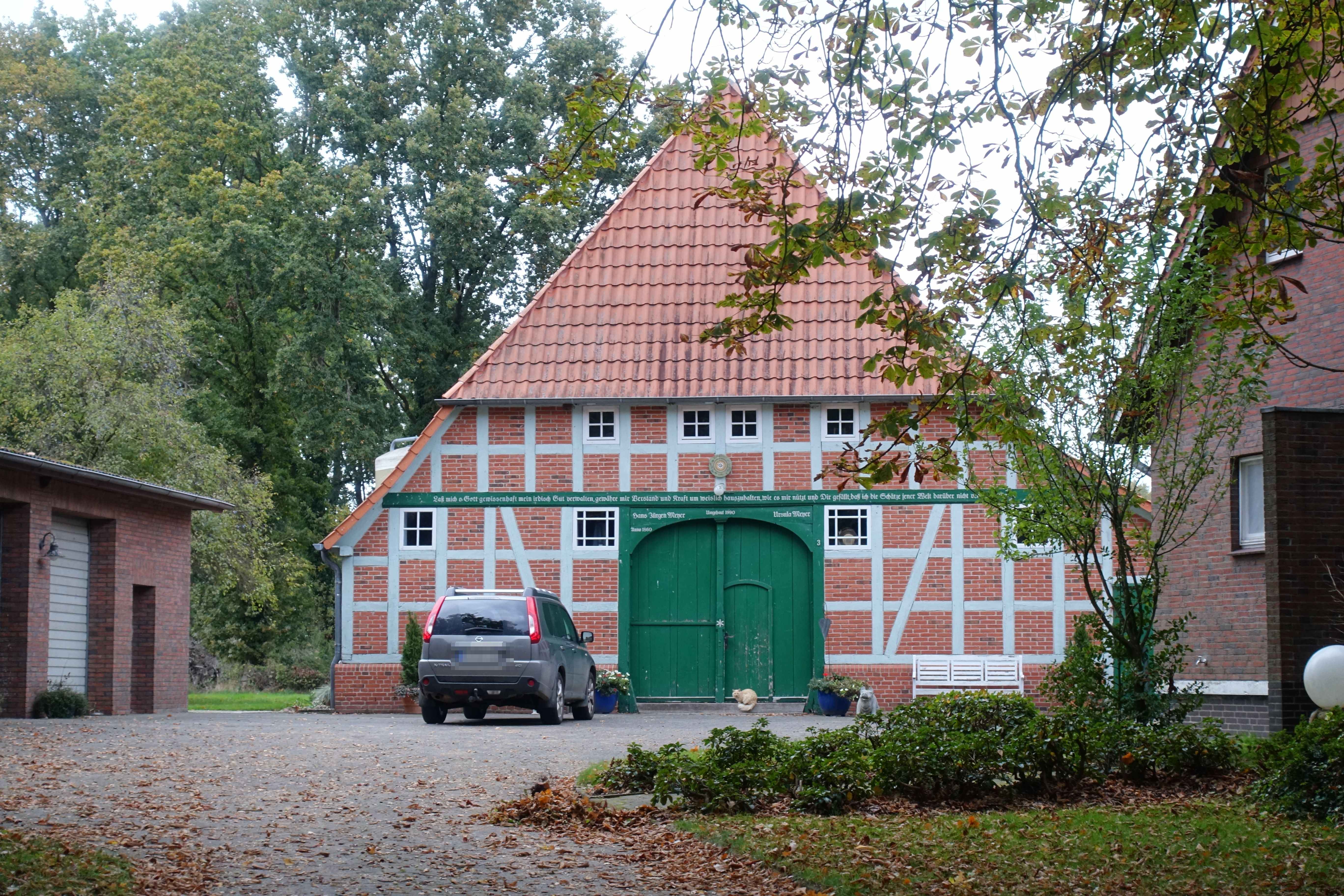
Südgiebel (2022)

Das Wohn- und Wirtschaftsgebäude Rehr 3 in der niedersächsischen Gemeinde Helvesiek wurde zur Mitte  des 19. Jahrhunderts gebaut. Aktuell (2025) wird es zum Wohnen, als Ferienhaus und landwirtschaftlich genutzt.
Das Gebäude steht unter Denkmalschutz (siehe auch Liste der Baudenkmale in Helvesiek).

## Geschichte und Beschreibung
Helvesiek wurde um 1250 erstmals erwähnt. Es gehört zur heutigen Samtgemeinde Fintel im Landkreis Rotenburg (Wümme).
Das eingeschossige giebelständige Zweiständer-Hallenhaus in Fachwerk mit Steinausfachungen, ziegelgedecktem Krüppelwalmdach und Grooter Door mit Korbbogen wurde 1860 (Inschrift) gebaut. 1990 (Inschrift) wurde das Haus umgebaut.
Das Landesdenkmalamt befand u. a.: „… ein regionstypisches Hallenhaus der zweiten Hälfte des 19. Jahrhunderts in Zweiständerkonstruktion ….“